# Битва при Сабугале
Битва при Сабугале была сражением времён Пиренейских войн, которое произошло 3 апреля 1811 года между англо-португальскими войсками под командованием Артура Уэлсли (позже герцога Веллингтона) и французскими войсками под командованием маршала Андре Массены. Это была последняя из многих перестрелок между отступающими французскими войсками Массены и англо-португальскими войсками Веллингтона, которые преследовали неприятеля после неудачного вторжения Франции в Португалию в 1810 году.
В плохую погоду, в сильный дождь и туман, союзническим силам удалось заставить деморализованные французские силы отступить. Англичане очень гордились этой победой; сэр Гарри Смит, тогда младший офицер 95-го стрелкового полка и участник битвы, заметил: «О вы, короли и узурпаторы, смотрите внимательно и умерьте свои амбиции», а Уэлсли позже назвал действия Лёгкой дивизии в битве «одним из самых славных эпизодов, в которых когда-либо участвовали британские войска».

## Предыстория
К октябрю 1810 года французская армия маршала Массены была остановлена линиями Торрес-Ведрас, и Пиренейская война зашла в тупик. Понимая, что переход в Лиссабон до наступления зимы маловероятен, Массена приготовился переждать зимние месяцы и возобновить борьбу весной, несмотря на тактику выжженной земли со стороны союзников, весьма затрудняющую поиск пропитания. Однако, переждав зиму, 3 марта 1811 года Массена скомандовал всеобщее отступление, и британские войска под руководством Уэлсли последовали за ним. К началу апреля французские войска были на границе Португалии, расположившись вдоль реки Коа. 9-й корпус Жан-Батиста Друэ, графа д’Эрлона, защищал северный фланг, 6-й корпус Луи Анри Луазона находился в центре, а 2-й корпус Эбенезера Ренье удерживал южный фланг в Сабугале. В тылу находился 8-й корпус Жана Андоша Жюно. Именно в Сабугале Уэлсли попытался сокрушить французский фланг, атакуя силы изолированного 2-го корпуса.
В то время как 1-я, 3-я, 5-я и 7-я англо-португальские дивизии осуществляли фронтальную атаку, находящаяся на фланге Лёгкая дивизия по ошибке атаковала 2-й французский корпус с фланга, а не с тыла. Когда передовые британские подразделения оказались отрезанными и погода начала ухудшаться, положение британцев всё более усложнялось.

## Битва
В 10 часов утра 3 апреля 1-я бригада британо-португальской Лёгкой дивизии перешла через Коа. Услышав мушкетные выстрелы, которыми союзники отгоняли небольшие французские пикеты, французский 4-й лёгкий полк из 1-й дивизии Пьера Юга Виктуара Мерля построился в колонну и начал наступать на неприятеля. Добившись сначала значительных успехов, французские силы были отброшены британской артиллерией. 1-я бригада последовала за отступающими французами на близлежащий холм, но была быстро оттеснена остальными французскими войсками, которые всё ещё имели значительное численное преимущество. Британцы были вынуждены вернуться в укрытие за небольшими каменными стенами. Сильный дождь также начал затруднять стрельбу из мушкетов с обеих сторон. Попытка контратаки 1-й бригады закончилась неудачей, поскольку французы успели выкатить артиллерию. Совместно с прибывшим подкреплением Ренье заставил англичан вернуться в укрытия за каменными стенами у подножия холма.
1-я бригада в третий раз начала атаку гребня холма, теперь при поддержке прибывшей на помощь 2-й бригады. Поначалу французы были оттеснены, но Ренье направил несколько французских подразделений навстречу прибывающему британскому 16-му лёгкому драгунскому полку и выжившим солдатам 1-й и 2-й бригады. Когда небо прояснилось, британские дивизии начали лобовую атаку. Это побудило Ренье отступить; однако британцам удалось захватить повозки с багажом как самого Ренье, так и генерала Пьера Сульта, хотя плохая погода помешала им начать полноценное преследование неприятеля.
Французский командующий барон Тьебо обвинил в поражении французов бегство 2-го корпуса, заявив: «Этого можно было бы избежать, если бы генерал Ренье верил в предвидение Массены». Источники различаются в количестве пленных французов, указывая цифры от 186 до более чем 1500 человек.

## Странная роль Эрскина
Генерал-майор Уильям Эрскин во время битвы командовал Лёгкой дивизией. Веллингтон планировал, что Лёгкая дивизия и две кавалерийские бригады обогнут открытый левый фланг Ренье и атакуют его с тыла, в то время как остальные четыре дивизии должны были атаковали спереди. На рассвете спустился густой туман, и другие командиры решили подождать, пока видимость не улучшится. Эрскин же безапелляционно приказал 1-й бригаде подполковника Томаса Сиднея Беквита идти в наступление. Вместо того, чтобы пересечь Коа позади фланга Ренье, бригада в тумане сместилась влево, пересекла реку не в том месте и нанесла удар по левому флангу французов.
Эрскин, который был очень близорук и психически неуравновешен, внезапно начал осторожничать и дал ясные указания полковнику Джорджу Драммонду не поддерживать другие бригады. В этот момент Эрскин уехал к кавалеристам, оставив Лёгкую Дивизию до конца битвы без командования. Ренье направил большую часть своего корпуса в 10 тыс. человек против 1500 солдат Беквита и отбросил лёгкую пехоту назад. Когда Драммонд услышал приближающиеся звуки битвы, он понял, что люди Беквита отступают. Не подчиняясь приказам, Драммонд перевёл свою 2-ю бригаду через Коа и присоединился к Беквиту. Вместе они отогнали французов обратно.
Когда туман рассеялся, Ренье увидел впереди четыре других дивизии во главе с 3-й дивизией Томаса Пиктона. Он быстро отозвал основную часть 2-го корпуса, оставив 3 тыс. человек с правого фланга для сдерживания четырёх дивизий противника. Уильям Граттан из 88-го пехотного полка отметил доблесть французов, сильно уступавших по численности британцам: «Никогда ещё они не сражались лучше. Они так быстро стреляли, что вместо того, чтобы вставлять шомполы обратно под ствол мушкета, они втыкали их в землю и продолжали сражаться, пока наши солдаты не одолели их». Ренье признал потерю 760 человек.